# Габараев, Олег Знаурович
Олег Знаурович Габараев – (род. 25 августа 1959, с. Знаур, Южная Осетия) – советский и российский учёный в области горных наук, доктор технических наук, профессор, заведующий кафедрой «Горное дело», проректор по связям со стратегическими партнёрами и трудоустройству выпускников Северо-Кавказского горно-металлургического института (государственного технологического университета), Заслуженный работник высшей школы Российской Федерации, Заслуженный деятель науки Республики Северная Осетия-Алания, Заслуженный деятель науки Республики Южная Осетия, Лауреат премии Министерства цветной металлургии СССР, действительный член академии горных наук  РФ.

## Биография
Родился 25 августа 1959 года в селе Знаур, Южная Осетия, в семье служащих. В 1976 году окончил Знаурскую осетинскую среднюю школу и поступил в Северо-Кавказский горно-металлургический институт на специальность «Технология и комплексная механизация подземной разработки месторождений полезных ископаемых». В 1981 окончил институт с красным дипломом и получил квалификацию горного инженера.
С 1981 по 1982 год горнорабочий подземного участка рудника «Комсомольский» Норильского горно-металлургического комбината.
В 1984 году окончил очную аспирантуру СКГМИ. В этом же году начал работать в отраслевой научно-исследовательской лаборатории МЦМ СССР: старшим инженером и с 1985 года младшим научным сотрудником.
В 1987 году был избран ассистентом кафедры «Технология разработки месторождений» СКГМИ, а позже старшим преподавателем (1990), доцентом (1994) и  профессором (2000).
В 2001 году был избран на должность заведующего кафедрой «Технология разработки месторождений» СКГМИ.
Ученая степень кандидата технических наук присуждена 8 октября 1993 г. по результатам защиты кандидатской диссертационной работы на тему «Управление состоянием массива интенсивной технологией разработки маломощных крутопадающих жил». Ученая степень доктора технических наук присуждена Решением Высшей аттестационной комиссии от 14 июля 2000 года по результатам защиты докторской диссертационной работы на тему «Научные основы технологии управления геомеханическим состоянием рудовмещающих массивов с использованием эффекта объемного сжатия».
В 1985-1987 годы руководил выполнением научно-исследовательских работ, связанных с повышением эффективности отработки маломощных крутопадающих месторождений в сложных горно-геологических условиях. За эти работы в 1987 году был удостоен Премии Министерства цветной металлургии СССР и награждён нагрудным знаком " Изобретатель СССР".
В 1991-1992 годах оказывал помощь Южной Осетии в период грузино-южноосетинского конфликта в составе правительственной комиссии.
В 2002-2003 гг. после схода ледника Колка вел научное руководство спасательными работами в Кармадонском ущелье. Впервые в мировой практике был разработан проект и под его руководством осуществлена проходка горной выработки в движущейся льдо-породной массе, которая обеспечила доступ к Северному порталу Кармадонского тоннеля.
В 2008 году участвовал в составе рабочей группы Рособразования в организации помощи в подготовке к новому учебному году образовательных учреждений Республики Южная Осетия.
В октябре 2005 года избран деканом горно-геологического факультета. В декабре 2007 назначен на должность проректора СКГМИ (ГТУ). С сентября 2017 года работает заведующим кафедрой «Горное дело». В сентябре 2023 года назначен проректором СКГМИ (ГТУ). 
В 2013 году назначен экспертом Рособрнадзора, в 2015 году избран федеральным экспертом научно технической сферы и членом Федерального УМО по УГСН «Прикладная геология, горное дело, нефтегазовое дело и геодезия», в 2018 году назначен членом экспертного совета по проблемам разработки месторождений твёрдых полезных ископаемых Высшей аттестационной комиссии Министерства образования и науки Российской Федерации.
Активный участник стройотрядовского движения: боец ССО «Згид» (1977), комиссар ССО «Гренада» (1978), боец ССО «Норильск» (1979-1981), комиссар, командир ССО «Иристон» (1983-1984), инженер Северо-Осетинского республиканского штаба ССО (1985-1986), командир Северо-Осетинского регионального штаба  студенческих отрядов (2021-2022) . Один из инициаторов возрождения стройотрядовского движения в Республике Северная Осетия-Алания, с 2007 по 2023 годы организатор студенческих отрядов СКГМИ в г. Норильск, космодром Восточный, г. Новоангарск, г. Заполярный, г. Сочи, г. Цхинвал, п. Зарамаг. За успехи в стройотрядовском движении награжден знаком ЦК ВЛКСМ «Молодой гвардеец 11 пятилетки» (1984), знаком ЦК ВЛКСМ «За активную работу в студенческих отрядах» (1983), почетным знаком Российских студенческих отрядов «За активную работу в студенческих отрядах» (2016).

## Награды и почётные звания
- Почетное звание «Заслуженный деятель науки Республики Северная Осетия-Алания», ( 2002 );

- Нагрудный знак «Почётный работник высшего профессионального образования Российской Федерации» ( 2003);

- Почётное звание «Заслуженный работник высшей школы Российской Федерации» ( 2011 );

- Орден Дружбы ( 2011 );

- Медаль «В ознаменование 20-летия Республики Южная Осетия», ( 2011 );

- Почетное звание «Заслуженный деятель науки Республики Южная Осетия», (2014);
- Почётный знак «Горняцкая Слава» I степени ( 2022).

## Научно-педагогическая деятельность
Автор более 300 научных трудов, среди которых 18 монографии, патенты на изобретения, статьи, учебники и учебные пособия.  В своих работах Габараев О.З. обосновал условия использования замагазинированной руды для управления устойчивостью рудовмещающего массива, технологию возведения массивов из твердеющей закладки с использованием отходов производства в качестве частичного заменителя цемента. Является  автором идеи использования эффекта объемного сжатия для повышения несущей способности твердеющих смесей и методов обоснования параметров сплошных защищённых зон при отработке удароопасных месторождений. Председатель диссертационного совета по защите докторских и кандидатских диссертаций 24.2.397.02 и член объединенного диссертационного совета по защите докторских и кандидатских диссертаций 99.0.075.03. Член редколлегии журналов «Устойчивое развитие горных территорий», «Вектор ГеоНаук», «Транспортное, горное и строительное машиностроение: наука и производство.